# Cataulacus anthracinus
Cataulacus anthracinus är en myrart som först beskrevs av Oswald Heer 1850.  Cataulacus anthracinus ingår i släktet Cataulacus och familjen myror. Inga underarter finns listade.